# Nautøya (Bømlo)
Ne doit pas être confondu avec Nautøya.
Nautøya est une île norvégienne du comté de Hordaland appartenant administrativement à Bømlo.

## Description
Rocheuse et désertique, elle s'étend sur environ 1,1 km de longueur pour une largeur approximative de 789 m.
Elle comporte un lac en son centre.